# Alfonso Scalzone
Alfonso Scalzone (Nápoles, 11 de junio de 1996) es un deportista italiano que compite en remo.
Ganó tres medallas en el Campeonato Mundial de Remo entre los años 2017 y 2019, y tres medallas en el Campeonato Europeo de Remo entre los años 2017 y 2025.

## Palmarés internacional
| Campeonato Mundial | Campeonato Mundial        | Campeonato Mundial | Campeonato Mundial     |
| Año                | Lugar                     | Medalla            | Prueba                 |
| ------------------ | ------------------------- | ------------------ | ---------------------- |
| 2017               | Sarasota (Estados Unidos) | Medalla de plata   | Dos sin timonel ligero |
| 2018               | Plovdiv (Bulgaria)        | Medalla de oro     | Dos sin timonel ligero |
| 2019               | Ottensheim (Austria)      | Medalla de plata   | Cuatro scull ligero    |
| Campeonato Europeo |                           |                    |                        |
| Año                | Lugar                     | Medalla            | Prueba                 |
| 2017               | Račice (República Checa)  | Medalla de bronce  | Dos sin timonel ligero |
| 2019               | Lucerna (Suiza)           | Medalla de oro     | Cuatro scull ligero    |
| 2025               | Plovdiv (Bulgaria)        | Medalla de bronce  | Ocho con timonel       |